# Phorocera fera
Phorocera fera là một loài ruồi trong họ Tachinidae.